# Joel Maria dos Santos

Bischofswappen von Joel Maria dos Santos

Joel Maria dos Santos (* 8. Februar 1966 in Belo Horizonte, Minas Gerais) ist ein brasilianischer römisch-katholischer Geistlicher und Weihbischof in Belo Horizonte.

## Leben
Joel Maria dos Santos studierte von 1987 bis 1989 Philosophie und von 1990 bis 1994 Katholische Theologie an der Pontifícia Universidade Católica de Minas Gerais in Belo Horizonte. Er wurde am 15. Mai 1993 zum Diakon geweiht und empfing am 14. Mai 1994 durch den Erzbischof von Belo Horizonte, Serafím Fernandes de Araújo, das Sakrament der Priesterweihe.
Von 1994 bis 1995 war Joel Maria dos Santos als Pfarrvikar der Pfarrei Maria Mãe dos Pobres sowie als Pfarradministrator der Pfarreien Santa Clara und São Francisco tätig. Nachdem er kurzzeitig als Pfarrvikar der Pfarrei São Vicente de Paulo gewirkt hatte, wurde er 1996 Pfarrer der Pfarrei Santa Teresinha. Neben seinen Aufgaben in der Pfarrseelsorge absolvierte Joel Maria dos Santos von 2000 bis 2004 eine Weiterbildung im Fach Psychologie. 2008 wurde er Pfarrvikar der Pfarrei Santíssima Trindade und 2010 zudem Koordinator des erzbischöflichen Priesterseminars. Danach war Joel Maria dos Santos als Pfarrer der Pfarreien Bom Pastor (2012–2014) und Santo Cura d’Ars (2014–2018) tätig. Ab 2016 war er Bischofsvikar für die Pastoral im Erzbistum Belo Horizonte und ab 2018 zusätzlich Pfarrer der Pfarrei Santíssima Trindade in Belo Horizonte.
Am 27. Oktober 2021 ernannte ihn Papst Franziskus zum Titularbischof von Thenae und zum Weihbischof in Belo Horizonte. Der Erzbischof von Belo Horizonte, Walmor Oliveira de Azevedo, spendete ihm am 18. Dezember desselben Jahres in der Kathedrale Cristo Rei in Belo Horizonte die Bischofsweihe; Mitkonsekratoren waren die Weihbischöfe in Belo Horizonte, Geovane Luís da Silva und Vicente de Paula Ferreira CSsR. Sein Wahlspruch Gratia autem Dei sum („Durch Gottes Gnade bin ich, was ich bin“) stammt aus 1 Kor 15,10 .